# Buyu (peuple)
Pour les articles homonymes, voir Buyu.
Les Buyu (Pende de l’Est) sont une population d'Afrique centrale vivant en République démocratique du Congo dans l’est du territoire de Kabambare au sud-est de la province du Maniema, dans la province du Sud-Kivu dans le territoire de Fizi et dans le nord-est de la province du Tanganyika.

## Ethnonymie
Selon les sources et le contexte, on rencontre d'autres dénominations, telles que Boyo ou Buye. Certains auteurs les désignent aussi sous le nom de Basikasingo, d'autres considèrent qu'il s'agit d'un de leurs clans.

## Langue
Leur langue est le buyu, une langue bantoue, dont le nombre de locuteurs était estimé à 10 000 en 2002.

## Culture

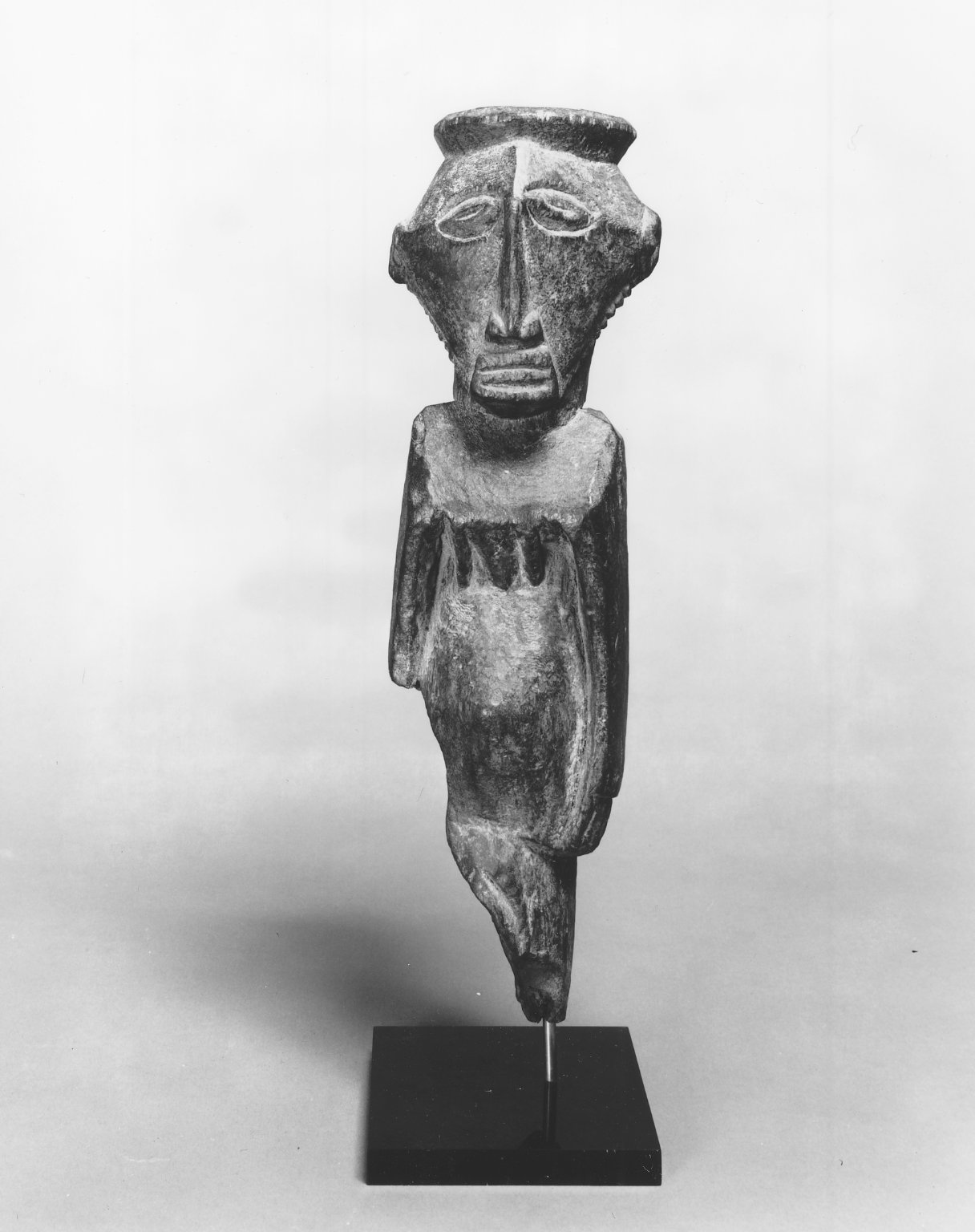
Statue en bois